# Kristiane Konstantin-Hansen

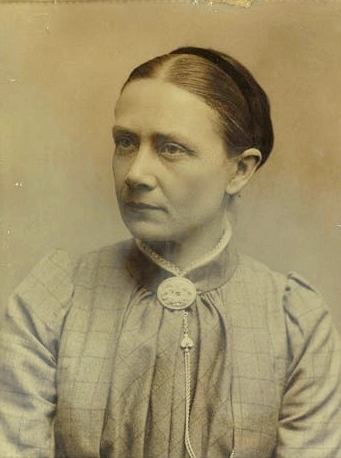
Kristiane Konstantin-Hansen

Kristiane Konstantin-Hansen (* 16. September 1848 in Kopenhagen, Dänemark; † 13. Juli 1925 ebenda) war eine dänische Textilkünstlerin und Weberin. Sie eröffnete 1873 zusammen mit der Tochter einer anderen Persönlichkeit des Goldenen Zeitalters (der Zeit von 1800 bis 1850, die als Epoche hoher kultureller Blüte Dänemarks gilt), ein Stickereigeschäft im Zentrum von Kopenhagen. Die Firma erhielt mehrere internationale Auszeichnungen.

## Leben und Werk

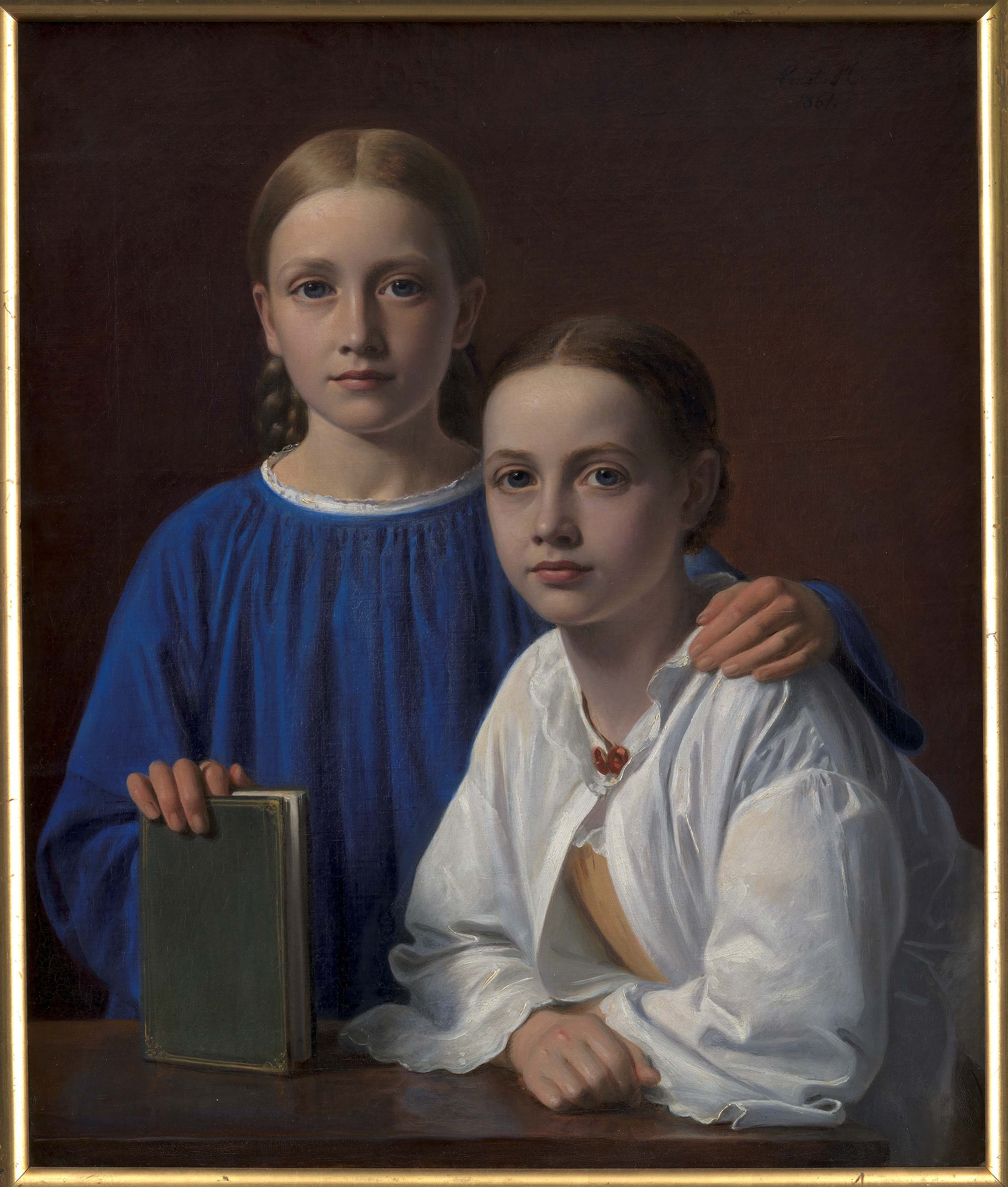
Meta Magdalene Hammerich und Kristiane Konstantin Hansen. Gemälde von Constantin Hansen, 1861

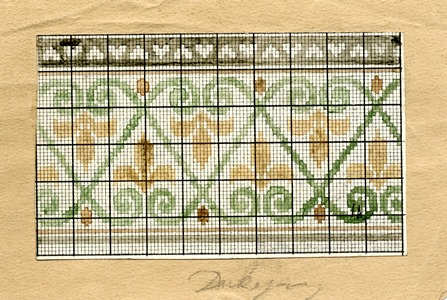
Stickmuster der dänischen Künstlerinnen Kristiane Konstantin-Hansen und Johanne Bindesbøll, aufbewahrt im Vejen Kunstmuseum

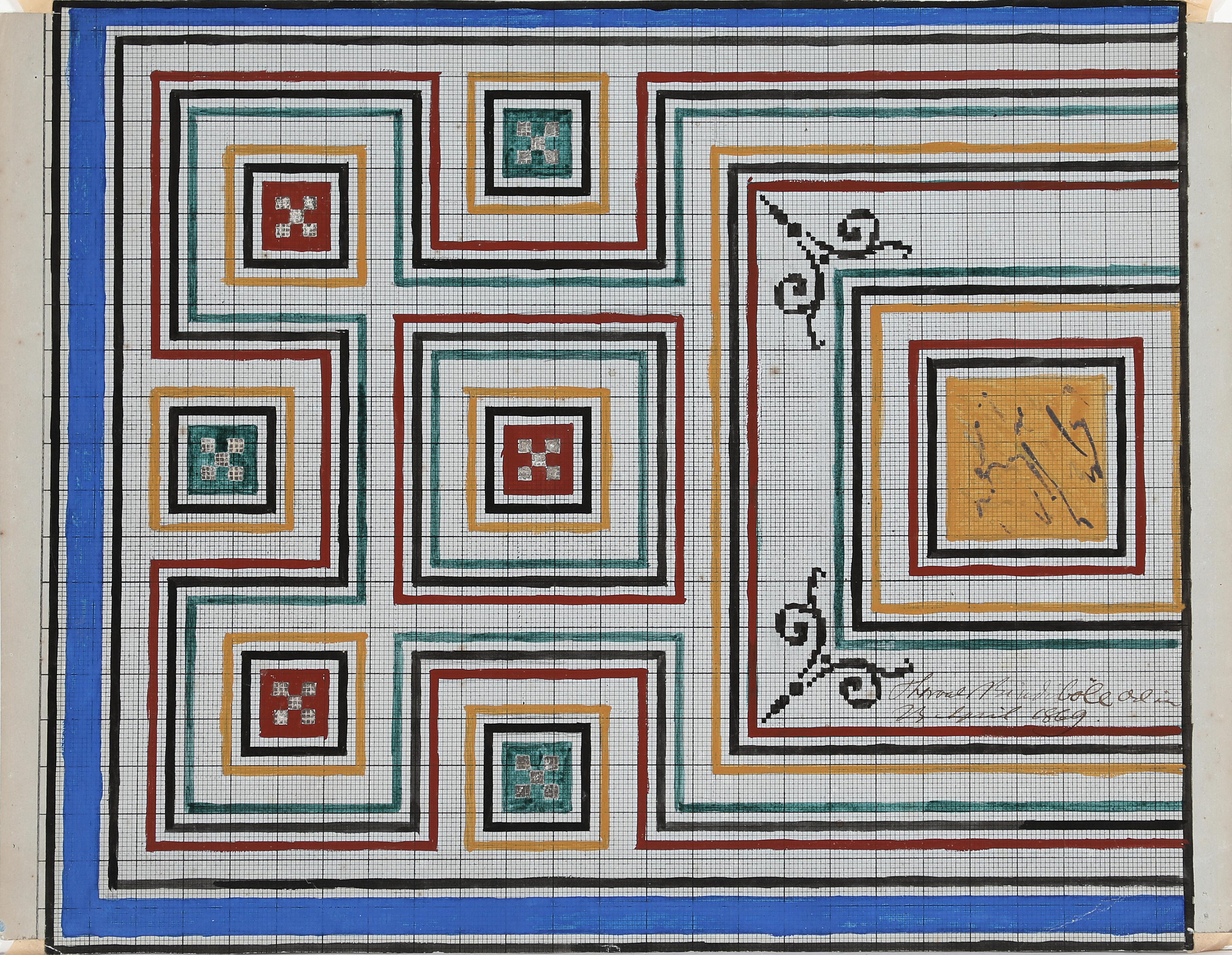
Stickvorlage von Thorvald Bindesbøll (Unterschrift und Datum auf halber Höhe rechts)

Konstantin-Hansen war das älteste von neun überlebenden Kindern des Malers Constantin Hansen und seiner Frau Magdalene Barbara Købke. Sie wuchs in einem Zuhause auf, das vom Interesse ihres Vaters an dekorativer Kunst geprägt war. Stickereien waren dabei ein wichtiger Bestandteil und wurden sowohl für Freunde als auch zum Verkauf angefertigt. Sie setzte die Entwürfe ihres Vaters und befreundeter Künstler in Stickereien um, beriet Kunden und führte Aufträge aus. Sie hatte die Arbeitstechnik bei der Stickerin Georgia Skovgaard gelernt. 1873 begleitete sie ihren Vater auf einer Reise nach Rom, Neapel und Pompeji, wo sie klassische Bordüren und Motive skizzierte und kopierte.

## Stickereigeschäft
Konstantin-Hansen führte ihre Geschäfte zunächst von ihrem Haus am Amalievej in Kopenhagen aus. 1873 eröffnete sie mit ihrer Schwägerin Johanne Bindesbøll in der Købmagergade in Kopenhagen das Stickereigeschäft Konstantin Hansen-Bindesbøll, welches im Freundeskreis Boden genannt wurde. Zu den Künstlern, die Muster für den Laden entwarfen, gehörten PC Skovgaard, Constantin Hansen und Johannes Bruder Thorvald Bindesbøll und ihre Schwester Elise Konstantin-Hansen, die zu den Hauptlieferanten wurden. Einige Jahre lang war auch Anna Sarauw Miteigentümerin des Geschäftes. Georgia Skovgaard hatte  Wildblumen in die Stickerei eingeführt, und Konstantin-Hansen und Bindesbøll führten die Tradition der naturalistischen Darstellung von Flora und Fauna im klassischen griechischen und italienischen Stil fort. Sie übertrugen ihre Entwürfe auf Kreuzstichmuster aus Wolle auf Leinwand. Sie übernahmen auch Aufgaben in schwierigen Techniken und beherrschten viele Bereiche der Stickkunst. Das Unternehmen Konstantin Hansen-Bindesbøll erhielt Aufträge sowohl von Privatpersonen als auch von Institutionen wie Kirchen und Hochschulen.
Das Unternehmen nahm an mehreren Weltausstellungen teil und wurde 1877 in Amsterdam, auf der Weltausstellung Paris 1878 und 1888 auf der Nordischen Industrie-, Landwirtschafts- und Kunstausstellung in Kopenhagen mit Preisen ausgezeichnet. 
1900 wurden Konstantin-Hansen und Bindesbøll beauftragt, die Weberei der großen Wandteppiche für Schloss Frederiksborg zu beaufsichtigen. Diese sollten die Wandteppiche von Karel van Mander ersetzen, die 1859 bei einem Brand zerstört worden waren. Beide Frauen erlernten das Weben von Wandteppichen, importierten Materialien und studierten ähnliche Serien im Ausland. 1903 verkauften sie daraufhin ihr Geschäft in Kopenhagen an Clara Wæver. Sie widmeten sich der Arbeit an den Wandteppichen nach Vorlagen von N. C. Overgaard, die teilweise auf Kopien der Originalteppiche basierten. Das Werk wurde 1928, drei Jahre nach Kristiane Konstantin-Hansens Tod, fertiggestellt. 
Einige der vielen  Stickmuster und Modelle von Boden wurden von Clara Wævers Stickereigeschäft erworben und sind heute im Besitz von Eva Rosenstand. Andere wurden versteigert, während einige dem Museum für dekorative Kunst übergeben wurden.

## Aktivitäten in der Frauenbewegung
Neben ihrer künstlerischen und geschäftlichen Tätigkeit engagierte sich Konstantin-Hansen in der Frauenbewegung. Von 1889 bis 1892 war sie Vorstandsmitglied der Dansk Kvindesamfund (DK), von 1892 bis 1897 Mitglied des Vorstands des Bezirks Kopenhagen und von 1890 bis 1896 amtierte sie als Schatzmeisterin des Bezirks. Sie war 1885 Mitglied des dänischen Komitees für die Ausbildung weiblicher Handwerker und 1888 des Vorstands des von Marie Rovsing gegründeten Fru Marie Rovsing, født Schacks Mindelegat for Kvinders haandværksmæssige Uddannelse. Zu ihren wichtigsten Anliegen zählten die Bildung von Frauen als Weg zur Unabhängigkeit und das Frauenwahlrecht. Sie war der Ansicht, dass sich persönliche und politische Freiheit in der Kleidung widerspiegeln sollte, und schlug 1890 die Einrichtung einer Nähstube für Reformkleidung vor. Boden importierte und verkaufte bereits seit 1887 Reformkleidung. Bei der Weltausstellung 1893 in Chicago saß sie in der Jury der dänischen Sektion und gehörte 1895 gemeinsam mit Emma Gad zu den Initiatorinnen und Mitgliedern des Komitees der Kvindernes Udstilling fra Fortid og Nutid in Kopenhagen. 1889 war sie eine der drei Vorstandsmitglieder  des Fru Rovsings Mindelegat. 
Von 1906 bis 1907 gehörte Konstantin-Hansen zu den Initiatorinnen der Kopenhagener Frauenkaffeewagen, die Teil des Kampfes für Nüchternheit waren. Sie war von 1908 bis 1919 Mitglied des Gemeinderats des Wahlkreises Kopenhagen.
Konstantin-Hansen starb 1925 im Alter von 76 Jahren in Kopenhagen.